# یواس‌اس پنساکولا (۱۸۵۹)
یواس‌اس پنساکولا (۱۸۵۹) (به انگلیسی: USS Pensacola (1859)) یک کشتی بود که طول آن ۲۳۰ فوت ۵ اینچ (۷۰٫۲۳ متر) بود. این کشتی در سال ۱۸۵۹ ساخته شد.